# Neil Brown Jr.
Cornelius C. Brown Jr., detto Neil (Orlando, 19 giugno 1980), è un attore statunitense.

## Filmografia parziale

### Cinema
- Tigerland, regia di Joel Schumacher (2000)
- Out of Time, regia di Carl Franklin (2003)
- Mr. 3000, regia di Charles Stone III (2004)
- Never Back Down - Mai arrendersi (Never Back Down), regia di Jeff Wadlow (2008)
- Fast & Furious - Solo parti originali (Fast & Furious), regia di Justin Lin (2009)
- Just Another Day, regia di Peter Spirer (2009)
- Scare Zone, regia di Jon Binkowski (2009)
- World Invasion, regia di Jonathan Liebesman (2011)
- Kidnapped Souls, regia di Juan Frausto (2012)
- Sotto accusa - Bad Blood (Bad Blood), regia di Adam Silver (2015)
- Straight Outta Compton, regia di F. Gary Gray (2015)
- Castello di sabbia (Sand Castle), regia di Fernando Coimbra (2017)
- Ricomincio da nudo (Naked), regia di Michael Tiddes (2017)
- City of Lies - L'ora della verità (City of Lies), regia di Brad Furman (2018)

### Televisione
- Papà Noè (1996)
- E.R. - Medici in prima linea (ER) – serie TV, un episodio (1999)
- Noah Knows Best (2000)
- Sheena (2001)
- South Beach (2006)
- The Walking Dead – serie TV, un episodio (2010)
- Castle - serie TV, episodio 4x18 (2012)
- Borderline Coyotes (2012)
- Heroic Daze (2012)
- Suits (2011; 2013)
- King Bachelor's Pad (2012; 2014)
- Dirk Gently - Agenzia di investigazione olistica (Dirk Gently's Holistic Detective Agency) – serie TV, 8 episodi (2016)
- Insecure – serie TV, 15 episodi (2016-2021)
- SEAL Team – serie TV, 114 episodi (2017-2024)

## Doppiatori italiani
Nelle versioni in italiano delle opere in cui ha recitato, Neil Brown Jr. è stato doppiato da:
- Riccardo Scarafoni in Castle, Dirk Gently - Agenzia di investigazione olistica, SEAL Team
- Gabriele Lopez in Never Back Down - Mai arrendersi
- Emiliano Coltorti in The Walking Dead
- David Chevalier in World Invasion
- Marco De Risi in NCIS: Los Angeles
- Davide Perino in Straight Outta Compton
- Fabrizio De Flaviis in Ricomincio da nudo
- Simone Crisari in City of Lies - L'ora della verità